# Propeamussium andamanense
Propeamussium andamanense is een tweekleppigensoort uit de familie van de Propeamussiidae. De wetenschappelijke naam van de soort is voor het eerst geldig gepubliceerd in 1905 door Bavay.